# Kurt Schrader
Kurt Schrader, född 19 oktober 1951 i Bridgeport, Connecticut, är en amerikansk demokratisk politiker. Han representerar delstaten Oregons femte distrikt i USA:s representanthus sedan 2009.
Schrader avlade 1973 kandidatexamen vid Cornell University. Han avlade sedan 1975 en kandidatexamen till och 1977 examen i veterinärmedicin vid University of Illinois. Han arbetade sedan som veterinär och som jordbrukare.
Schrader besegrade republikanen Mike Erickson i kongressvalet i USA 2008. Han efterträdde Darlene Hooley som kongressledamot i januari 2009.